# Francisco Blanco Alonso
Francisco Blanco Alonso (Medina de Rioseco, Valladolid, 30 de junio de 1988), conocido deportivamente como Francisco Blanco o Pacote, es un exjugador de rugby español que se desempeñaba como pilier. Además de competir con su club en España, era internacional absoluto con la Selección Española, donde acumuló un total de 14 caps.
Su hermano Alberto Blanco también juega al rugby en el mismo club, el VRAC Quesos Entrepinares.
Actualmente es Concejal del Ayuntamiento de Valladolid, perteneciente al Partido Popular.